# バナナ村に雨がふる
「バナナ村に雨がふる」（バナナむらにあめがふる）とは、1987年8月 - 9月にNHK『みんなのうた』で放送された楽曲。

## 概要
作詞：銀色夏生、作曲・編曲：乾裕樹、
バナナ村や苺村に雨が降り村人たちが喜ぶ様子を表現した楽曲。歌を担当したEPOは『みんなのうた』では初めての起用となった。また、同番組のテレビ放送で使用されたアニメ映像は、南家こうじが製作を手掛けた。
1番ではバナナ村にバナナの雨が降る様子、2番ではいちご村にいちごの雨が降る様子、3番ではこの村が隣接していたことが明かされ時々村人たちが両方の雨を楽しむ様子が描かれている。
同番組では、1997年6-7月に再放送。その後も定期的に再放送が行われている。
本楽曲が収録されている音楽ソフトは山野さと子が歌うカバーバージョンがメインでEPOが歌うバージョンは存在しない。

## カバー
- 山野さと子　日本コロムビアから発売された『みんなのうた』関連のCDにおいて歌唱を担当しており『NHKみんなのうた 〜ベスト40〜』等に収録されている。
- toddle バッドニュースから2008年に発売された『みんなのうた』の楽曲をカバーしたCD『一緒にうたおう!NHKみんなのうた~大人Ver.~ 』に収録されている。